# 贝克山 (阿拉巴马州)
贝克山（英語：Bakerhill），是美国阿拉巴马州下属的一座城市。面积约为2.75平方英里（约合7.12平方公里）。根据2010年美国人口普查，该市有人口279人，人口密度为101.42/平方英里（约合39.19/平方公里）。